# Ons Jabeur
Ons Jabeur (în arabă أُنْس جابر Uns Jābr; n. 28 august 1994, Ksar Helal, Guvernoratul Monastir, Tunisia) este o jucătoare de tenis tunisiană. Cea mai bună poziție în clasamentul WTA este locul 2 mondial, la 27 iunie 2022. Jabeur este actualul jucător tunisian numărul 1 și cel mai bine cotat tenismen arab din istoria clasamentelor ATP și WTA.
Jabeur a jucat două finale de simplu majore pentru juniori la Openul Francez în 2010 și 2011, câștigând-o pe cea din urmă. Ea a fost prima jucătoare arabă care a câștigat un titlu de Grand Slam pentru juniori de când Ismail El Shafei a câștigat titlul pentru băieți la Wimbledon 1964. După aproape un deceniu, jucând în principal la nivel ITF, Jabeur a început să concureze mai regulat în Turul WTA începând cu anul 2017. Ea a câștigat Premiul Femeia Arabă a Anului în 2019. La Australian Open 2020, Jabeur a devenit prima jucătoare arabă care a ajuns în sferturile de finală ale unui major, fapt pe care l-a repetat la Campionatele de la Wimbledon din 2021. A câștigat primul ei titlu WTA la Birmingham Classic 2021, devenind prima jucătoare arabă care a câștigat un titlu WTA Tour. Cel mai important titlu câștigat este la Madrid Open 2022, un turneu WTA 1000, devenind prima jucătoare africană care a câștigat un titlu la acest nivel.